# Bundestagswahlkreis Kassel
Der Wahlkreis Kassel (Wahlkreis 167; bis zur Bundestagswahl 2021 Wahlkreis 168) ist ein Bundestagswahlkreis in Hessen. Der Wahlkreis umfasst die Stadt Kassel sowie die Städte und Gemeinden Ahnatal, Espenau, Fuldabrück, Fuldatal, Helsa, Kaufungen, Lohfelden, Nieste, Niestetal, Söhrewald und Vellmar aus dem Landkreis Kassel. Seit 1949 wurde der Wahlkreis stets von den Direktkandidaten der SPD gewonnen.

## Wahlkreisgeschichte
| Wahl      | Wahlkreisname | Gebiet |
| --------- | ------------- | --- |
| 1949      | II            | Stadt Kassel und Landkreis Kassel |
| 1953–1961 | 127 Kassel    | Stadt Kassel und Landkreis Kassel |
| 1965–1969 | 127 Kassel    | Stadt Kassel und vom Landkreis Kassel die Gemeinden Frommershausen, Heckershausen, Ihringshausen, Knickhagen, Mönchehof, Niedervellmar, Obervellmar, Rothwesten, Simmershausen, Wahnhausen, Weimar und Wilhelmshausen |
| 1972–1976 | 127 Kassel    | Kreisfreie Stadt Kassel und vom Landkreis Kassel die Gemeinden Ahnatal, Espenau, Fuldatal und Vellmar |
| 1980–1998 | 125 Kassel    | Kreisfreie Stadt Kassel und vom Landkreis Kassel die Gemeinden Ahnatal, Espenau, Fuldatal und Vellmar |
| 2002–2005 | 170 Kassel    | Kreisfreie Stadt Kassel und vom Landkreis Kassel die Gemeinden Ahnatal, Espenau, Fuldabrück, Fuldatal, Helsa, Kaufungen, Lohfelden, Nieste, Niestetal, Söhrewald und Vellmar                                          |
| 2009      | 169 Kassel    | Kreisfreie Stadt Kassel und vom Landkreis Kassel die Gemeinden Ahnatal, Espenau, Fuldabrück, Fuldatal, Helsa, Kaufungen, Lohfelden, Nieste, Niestetal, Söhrewald und Vellmar                                          |
| 2013–2017 | 168 Kassel    | Kreisfreie Stadt Kassel und vom Landkreis Kassel die Gemeinden Ahnatal, Espenau, Fuldabrück, Fuldatal, Helsa, Kaufungen, Lohfelden, Nieste, Niestetal, Söhrewald und Vellmar                                          |

## Wahlkreisabgeordnete
| Wahl            | Abgeordneter | Abgeordneter       | Partei | Stimmen in % |
| --------------- | ------------ | ------------------ | ------ | ------------ |
| 1949            |              | Georg-August Zinn  | SPD    | 42,3         |
| 1951 (Nachwahl) |              | Ludwig Preller     | SPD    | 55,1         |
| 1953            | 43,8         | Ludwig Preller     | SPD    |              |
| 1957            |              | Holger Börner a    | SPD    | 49,2         |
| 1961            | 51,6         | Holger Börner a    | SPD    |              |
| 1965            | 52,1         | Holger Börner a    | SPD    |              |
| 1969            | 56,9         | Holger Börner a    | SPD    |              |
| 1972            | 60,1         | Holger Börner a    | SPD    |              |
| 1976            | 53,7         | Holger Börner a    | SPD    |              |
| 1980            |              | Horst Peter        | SPD    | 53,3         |
| 1983            | 51,4         | Horst Peter        | SPD    |              |
| 1987            | 47,7         | Horst Peter        | SPD    |              |
| 1990            | 46,9         | Horst Peter        | SPD    |              |
| 1994            |              | Gerhard Rübenkönig | SPD    | 41,5         |
| 1998            | 48,4         | Gerhard Rübenkönig | SPD    |              |
| 2002            | 49,3         | Gerhard Rübenkönig | SPD    |              |
| 2005            |              | Hans Eichel        | SPD    | 50,5         |
| 2009            |              | Ulrike Gottschalck | SPD    | 38,0         |
| 2013            | 40,0         | Ulrike Gottschalck | SPD    |              |
| 2017            |              | Timon Gremmels     | SPD    | 35,6         |
| 2021            | 36,1         | Timon Gremmels     | SPD    |              |
| 2025            |              | Daniel Bettermann  | SPD    | 27,7         |

## Wahlergebnisse

### Bundestagswahl 2025

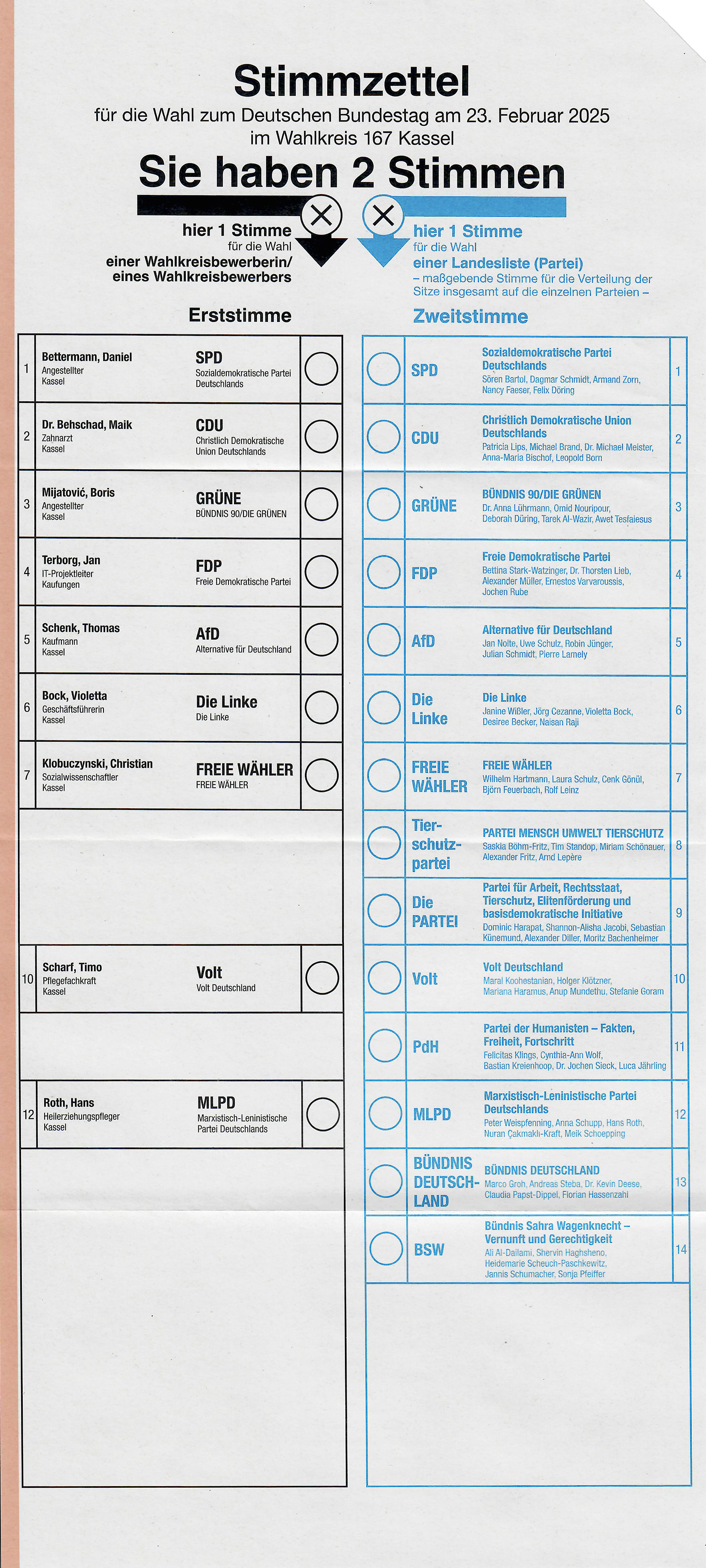
Stimmzettel zur Bundestagswahl 2025 im Wahlkreis 167 (Kassel)

| Kandidaten                                             | Kandidaten                     | Parteien/Listen     | Erststimmen | Erststimmen | Zweitstimmen | Zweitstimmen |
| Kandidaten                                             | Kandidaten                     | Parteien/Listen     | Stimmen     | %           | Stimmen      | %            |
| ------------------------------------------------------ | ------------------------------ | ------------------- | ----------- | ----------- | ------------ | ------------ |
|                                                        | Daniel Bettermanngewählt im WK | SPD                 | 47.903      | 27,7        | 38.770       | 22,3         |
|                                                        | Maik Fariborz Behschad         | CDU                 | 42.003      | 24,3        | 38.984       | 22,5         |
|                                                        | Boris Mijatović                | GRÜNE               | 24.335      | 14,1        | 25.224       | 14,5         |
|                                                        | Jan Peter Terborg              | FDP                 | 4.734       | 2,7         | 6.238        | 3,6          |
|                                                        | Thomas Gerhard Schenk          | AfD                 | 28.122      | 16,2        | 27.359       | 15,8         |
|                                                        | Violetta Bock                  | Die Linke           | 20.208      | 11,7        | 21.334       | 12,3         |
|                                                        | Christian Bruno Klobuczynski   | FREIE WÄHLER        | 2.934       | 1,7         | 1.517        | 0,9          |
|                                                        | –                              | Tierschutzpartei    | –           | –           | 2.363        | 1,4          |
|                                                        | –                              | Die PARTEI          | –           | –           | 859          | 0,5          |
|                                                        | Timo Scharf                    | Volt                | 2.485       | 1,4         | 1.272        | 0,7          |
|                                                        | –                              | PdH                 | –           | –           | 118          | 0,1          |
|                                                        | Hans Roth                      | MLPD                | 370         | 0,2         | 126          | 0,1          |
|                                                        | –                              | BÜNDNIS DEUTSCHLAND | –           | –           | 264          | 0,2          |
|                                                        | –                              | BSW                 | –           | –           | 9.165        | 5,3          |
| Gesamt                                                 | Gesamt                         | Gesamt              | 173.094     | 100         | 173.593      | 100          |
|                                                        |                                |                     |             |             |              |              |
| Ungültige Stimmen                                      | Ungültige Stimmen              | Ungültige Stimmen   | 2.057       | 1,2         | 1.558        | 0,9          |
| Wähler                                                 | Wähler                         | Wähler              | 175.151     | 81,8        | 175.151      | 81,8         |
| Wahlberechtigte                                        | Wahlberechtigte                | Wahlberechtigte     | 214.132     |             | 214.132      |              |
|                                                        |                                |                     |             |             |              |              |
| Quellen: Die Bundeswahlleiterin, Kandidaten – Ergebnis |                                |                     |             |             |              |              |

### Bundestagswahl 2021

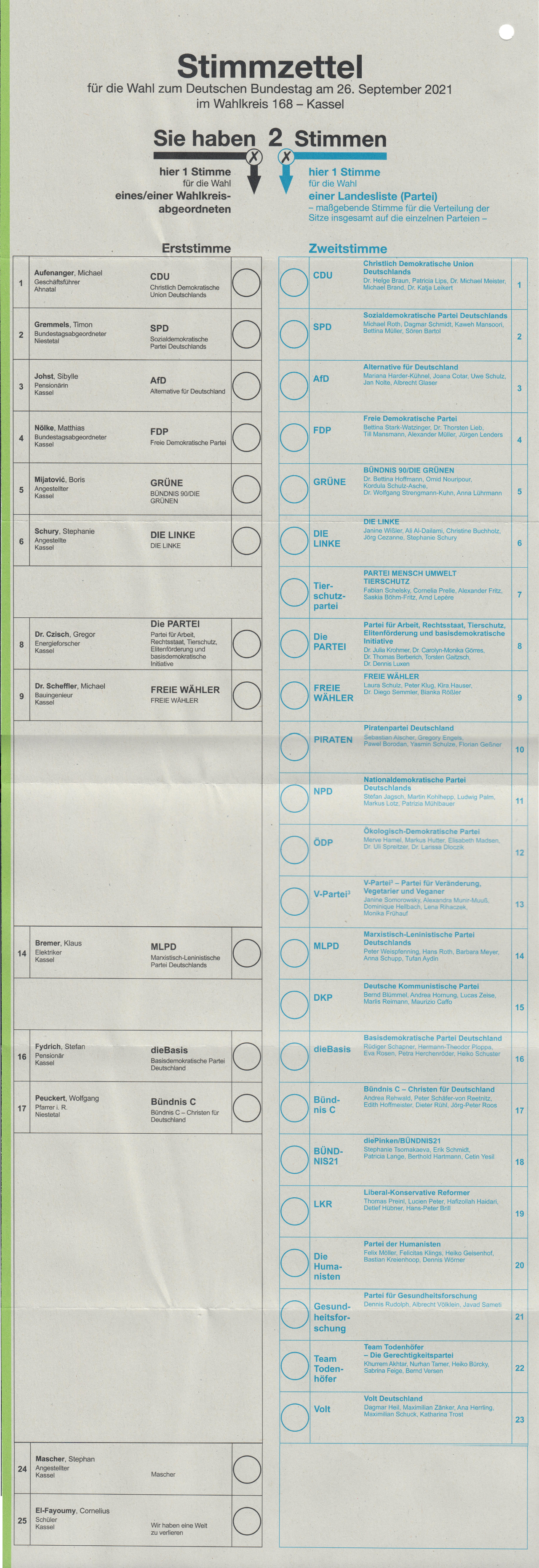
Stimmzettel zur Bundestagswahl 2021 im Wahlkreis 168 (Kassel)

| Kandidaten                                             | Kandidaten                  | Parteien/Listen      | Erststimmen | Erststimmen | Zweitstimmen | Zweitstimmen |
| Kandidaten                                             | Kandidaten                  | Parteien/Listen      | Stimmen     | %           | Stimmen      | %            |
| ------------------------------------------------------ | --------------------------- | -------------------- | ----------- | ----------- | ------------ | ------------ |
|                                                        | Timon Gremmelsgewählt im WK | SPD                  | 57.919      | 36,1        | 51.812       | 32,2         |
|                                                        | Michael Aufenanger          | CDU                  | 32.765      | 20,4        | 28.183       | 17,5         |
|                                                        | Boris Mijatovic             | GRÜNE                | 27.744      | 17,3        | 30.348       | 18,9         |
|                                                        | Matthias Nölke              | FDP                  | 12.966      | 8,1         | 16.448       | 10,2         |
|                                                        | Sibylle Johst               | AfD                  | 11.348      | 7,1         | 12.141       | 7,5          |
|                                                        | Stephanie Schury            | DIE LINKE            | 9.357       | 5,8         | 10.518       | 6,5          |
|                                                        | Gregor Czisch               | Die PARTEI           | 2.876       | 1,8         | 1.673        | 1,0          |
|                                                        | Michael Scheffler           | FREIE WÄHLER         | 2.563       | 1,6         | 1.824        | 1,1          |
|                                                        | Stefan Fydrich              | dieBasis             | 2.012       | 1,3         | 1.854        | 1,2          |
|                                                        | Cornelius El-Fayoumy        | Einzelbewerber       | 416         | 0,3         | –            | –            |
|                                                        | Wolfgang Peuckert           | Bündnis C            | 299         | 0,2         | 217          | 0,1          |
|                                                        | Klaus Bremer                | MLPD                 | 244         | 0,2         | 133          | 0,1          |
|                                                        | Stephan Mascher             | Einzelbewerber       | 87          | 0,1         | –            | –            |
|                                                        | –                           | Tierschutzpartei     | –           | –           | 2.346        | 1,5          |
|                                                        | –                           | Team Todenhöfer      | –           | –           | 1.159        | 0,7          |
|                                                        | –                           | PIRATEN              | –           | –           | 694          | 0,4          |
|                                                        | –                           | Volt                 | –           | –           | 442          | 0,3          |
|                                                        | –                           | Gesundheitsforschung | –           | –           | 215          | 0,1          |
|                                                        | –                           | Die Humanisten       | –           | –           | 180          | 0,1          |
|                                                        | –                           | ÖDP                  | –           | –           | 175          | 0,1          |
|                                                        | –                           | V-Partei³            | –           | –           | 156          | 0,1          |
|                                                        | –                           | NPD                  | –           | –           | 143          | 0,1          |
|                                                        | –                           | DKP                  | –           | –           | 89           | 0,1          |
|                                                        | –                           | BÜNDNIS21            | –           | –           | 48           | 0,0          |
|                                                        | –                           | LKR                  | –           | –           | 31           | 0,0          |
| Gesamt                                                 | Gesamt                      | Gesamt               | 160.596     | 100         | 160.829      | 100          |
|                                                        |                             |                      |             |             |              |              |
| Ungültige Stimmen                                      | Ungültige Stimmen           | Ungültige Stimmen    | 2.213       | 1,4         | 1.980        | 1,2          |
| Wähler                                                 | Wähler                      | Wähler               | 162.809     | 74,5        | 162.809      | 74,5         |
| Wahlberechtigte                                        | Wahlberechtigte             | Wahlberechtigte      | 218.474     |             | 218.474      |              |
|                                                        |                             |                      |             |             |              |              |
| Quellen: Die Bundeswahlleiterin, Kandidaten – Ergebnis |                             |                      |             |             |              |              |

### Bundestagswahl 2017

Stimmzettel zur Bundestagswahl 2017 im Wahlkreis 168 (Kassel)

| Gegenstand der Nachweisung           | Gegenstand der Nachweisung | Erst- stimmen | Erst- stimmen | Zweit- stimmen | Zweit- stimmen |
| Bewerber                             | Partei                     | Anzahl        | %             | Anzahl         | %              |
| ------------------------------------ | -------------------------- | ------------- | ------------- | -------------- | -------------- |
| Wahlberechtigte                      | Wahlberechtigte            | 222.451       | –             | –              | –              |
| Wähler                               | Wähler                     | 167.855       | 75,5          | –              | –              |
| Ungültige Stimmen                    | Ungültige Stimmen          | 2.577         | 1,5           | 2.452          | 1,5            |
| Gültige Stimmen                      | Gültige Stimmen            | 165.278       | 98,5          | 165.403        | 98,5           |
| davon                                |                            |               |               |                |                |
| Norbert Wett                         | CDU                        | 44.425        | 26,9          | 41.736         | 25,2           |
| Timon Gremmels                       | SPD                        | 58.759        | 35,6          | 46.769         | 28,3           |
| Boris Mijatovic                      | GRÜNE                      | 15.466        | 9,4           | 18.935         | 11,4           |
| Torsten Felstehausen                 | DIE LINKE                  | 14.472        | 8,8           | 18.677         | 11,3           |
| Manfred Günther Ernst Leopold Mattis | AfD                        | 16.501        | 10,0          | 17.288         | 10,5           |
| Matthias Nölke                       | FDP                        | 9.759         | 5,9           | 15.046         | 9,1            |
| Robin Geddert                        | PIRATEN                    | 1.222         | 0,7           | 794            | 0,5            |
|                                      | NPD                        | –             | –             | 417            | 0,3            |
| Helmut Peter Heinz Paul              | FREIE WÄHLER               | 1.311         | 0,8           | 1.003          | 0,6            |
| Jan Schuster                         | Die PARTEI                 | 2.180         | 1,3           | 1.589          | 1,0            |
|                                      | Büso                       | –             | –             | 29             | 0,0            |
| Michaela Elisabeth Theresia Jakob    | MLPD                       | 313           | 0,2           | 184            | 0,1            |
|                                      | BGE                        | –             | –             | 488            | 0,3            |
|                                      | DKP                        | –             | –             | 59             | 0,0            |
|                                      | DM                         | –             | –             | 360            | 0,2            |
|                                      | ÖDP                        | –             | –             | 224            | 0,1            |
|                                      | Tierschutzpartei           | –             | –             | 1.590          | 1,0            |
|                                      | V-Partei³                  | –             | –             | 215            | 0,1            |
| Susanne Anita Holbein                | Einzelbewerberin           | 566           | 0,3           | –              |                |
| Eva-Maria Gent                       | Einzelbewerberin           | 304           | 0,2           | –              |                |

### Bundestagswahl 2013
| Gegenstand der Nachweisung   | Gegenstand der Nachweisung | Erst- stimmen | Erst- stimmen | Zweit- stimmen | Zweit- stimmen |
| Bewerber                     | Partei                     | Anzahl        | %             | Anzahl         | %              |
| ---------------------------- | -------------------------- | ------------- | ------------- | -------------- | -------------- |
| Wahlberechtigte              | Wahlberechtigte            | 224.555       | 100,0         | 224.555        | 100,0          |
| Wähler                       | Wähler                     | 160.695       | 71,6          | 160.695        | 71,6           |
| Ungültige Stimmen            | Ungültige Stimmen          | 5.232         | 3,3           | 4.216          | 2,6            |
| Gültige Stimmen              | Gültige Stimmen            | 155.463       | 100,0         | 156.479        | 100,0          |
| davon                        |                            |               |               |                |                |
| Norbert Wett                 | CDU                        | 54.674        | 35,2          | 48.361         | 30,9           |
| Ulrike Gottschalck           | SPD                        | 62.178        | 40,0          | 53.232         | 34,0           |
| Matthias Nölke               | FDP                        | 3.192         | 2,1           | 6.259          | 4,0            |
| Nicole Maisch                | GRÜNE                      | 16.559        | 10,7          | 19.884         | 12,7           |
| Kai Manuel Boeddinghaus      | DIE LINKE                  | 13.066        | 8,4           | 13.680         | 8,7            |
| Volker Berkhout              | PIRATEN                    | 4.624         | 3,0           | 3.575          | 2,3            |
|                              | NPD                        | –             | –             | 1.218          | 0,8            |
|                              | REP                        | –             | –             | 198            | 0,1            |
|                              | BüSo                       | –             | –             | 51             | 0,0            |
| Joachim Karl Ludolf Gärtner  | MLPD                       | 325           | 0,2           | 165            | 0,1            |
|                              | AfD                        | –             | –             | 7.977          | 5,1            |
|                              | pro Deutschland            | –             | –             | 155            | 0,1            |
|                              | FREIE WÄHLER               | –             | –             | 839            | 0,5            |
|                              | Die PARTEI                 | –             | –             | 796            | 0,5            |
|                              | PSG                        | –             | –             | 89             | 0,1            |
| Herbert Wolfgang Dirk Stolte | Einzelbewerber             | 845           | 0,5           | –              | –              |

### Bundestagswahl 2009
| Gegenstand der Nachweisung | Gegenstand der Nachweisung | Erst- stimmen | Erst- stimmen | Zweit- stimmen | Zweit- stimmen |
| Bewerber                   | Partei                     | Anzahl        | %             | Anzahl         | %              |
| -------------------------- | -------------------------- | ------------- | ------------- | -------------- | -------------- |
| Wahlberechtigte            | Wahlberechtigte            | 222.636       | 100,0         | 222.636        | 100,0          |
| Wähler                     | Wähler                     | 161.033       | 72,3          | 161.033        | 72,3           |
| Ungültige Stimmen          | Ungültige Stimmen          | 4.254         | 2,6           | 3.903          | 2,4            |
| Gültige Stimmen            | Gültige Stimmen            | 156.779       | 100,0         | 157.130        | 100,0          |
| davon                      |                            |               |               |                |                |
| Ulrike Gottschalck         | SPD                        | 59.621        | 38,0          | 49.114         | 31,3           |
| Jürgen Gehb                | CDU                        | 47.643        | 30,4          | 40.134         | 25,5           |
| Mechthild Dyckmans         | FDP                        | 12.188        | 7,8           | 19.820         | 12,6           |
| Nicole Maisch              | GRÜNE                      | 19.246        | 12,3          | 23.320         | 14,8           |
| Norbert Domes              | DIE LINKE                  | 15.453        | 9,9           | 17.656         | 11,2           |
| Martin Radtke              | NPD                        | 1.594         | 1,0           | 1.275          | 0,8            |
|                            | REP                        | –             | –             | 470            | 0,3            |
|                            | Die Tierschutzpartei       | –             | –             | 1.374          | 0,9            |
|                            | BüSo                       | –             | –             | 159            | 0,1            |
| Barbara Meyer              | MLPD                       | 319           | 0,2           | 173            | 0,1            |
|                            | DVU                        | –             | –             | 112            | 0,1            |
|                            | PIRATEN                    | –             | –             | 3.523          | 2,2            |
| Olaf Petersen              | Einzelbewerber             | 715           | 0,5           | –              | –              |

### Bundestagswahl 2005
| Gegenstand der Nachweisung | Gegenstand der Nachweisung | Erst- stimmen | Erst- stimmen | Zweit- stimmen | Zweit- stimmen |
| Bewerber                   | Partei                     | Anzahl        | %             | Anzahl         | %              |
| -------------------------- | -------------------------- | ------------- | ------------- | -------------- | -------------- |
| Wahlberechtigte            | Wahlberechtigte            | 220.889       | 100,0         | 220.889        | 100,0          |
| Wähler                     | Wähler                     | 173.306       | 78,5          | 173.306        | 78,5           |
| Ungültige Stimmen          | Ungültige Stimmen          | 4.899         | 2,8           | 4.353          | 2,5            |
| Gültige Stimmen            | Gültige Stimmen            | 168.407       | 100,0         | 168.953        | 100,0          |
| davon                      |                            |               |               |                |                |
| Hans Eichel                | SPD                        | 85.117        | 50,5          | 74.140         | 43,9           |
| Jürgen Gehb                | CDU                        | 51.470        | 30,6          | 44.773         | 26,5           |
| Matthias Berninger         | GRÜNE                      | 13.119        | 7,8           | 20.086         | 11,9           |
| Mechthild Dyckmans         | FDP                        | 6.619         | 3,9           | 13.884         | 8,2            |
| Norbert Domes              | Die Linke.                 | 9.718         | 5,8           | 11.414         | 6,8            |
|                            | REP                        | –             | –             | 760            | 0,4            |
|                            | Die Tierschutzpartei       | –             | –             | 1.028          | 0,6            |
| Harry Kirsch               | NPD                        | 1.884         | 1,1           | 1.519          | 0,9            |
|                            | GRAUE                      | –             | –             | 871            | 0,5            |
|                            | BüSo                       | –             | –             | 98             | 0,1            |
| Klaus Bremer               | MLPD                       | 480           | 0,3           | 257            | 0,2            |
|                            | PSG                        | –             | –             | 123            | 0,1            |

### Bundestagswahl 2002
| Gegenstand der Nachweisung | Gegenstand der Nachweisung | Erst- stimmen | Erst- stimmen | Zweit- stimmen | Zweit- stimmen |
| Bewerber                   | Partei                     | Anzahl        | %             | Anzahl         | %              |
| -------------------------- | -------------------------- | ------------- | ------------- | -------------- | -------------- |
| Wahlberechtigte            | Wahlberechtigte            | 219.314       | 100,0         | 219.314        | 100,0          |
| Wähler                     | Wähler                     | 173.626       | 79,2          | 173.626        | 79,2           |
| Ungültige Stimmen          | Ungültige Stimmen          | 3.140         | 1,8           | 2.801          | 1,6            |
| Gültige Stimmen            | Gültige Stimmen            | 170.486       | 100,0         | 170.825        | 100,0          |
| davon                      |                            |               |               |                |                |
| Gerhard Rübenkönig         | SPD                        | 84.084        | 49,3          | 81.741         | 47,9           |
| Jürgen Gehb                | CDU                        | 53.152        | 31,2          | 49.763         | 29,1           |
| Antje Vollmer              | GRÜNE                      | 19.595        | 11,5          | 20.486         | 12,0           |
| Mechthild Dyckmans         | FDP                        | 8.050         | 4,7           | 11.457         | 6,7            |
|                            | REP                        | –             | –             | 519            | 0,3            |
| Norbert Domes              | PDS                        | 2.775         | 1,6           | 3.016          | 1,8            |
|                            | Die Tierschutzpartei       | –             | –             | 792            | 0,5            |
| Stefan Rochow              | NPD                        | 987           | 0,6           | 537            | 0,3            |
| Wolfgang Dederichs         | GRAUE                      | 859           | 0,5           | 519            | 0,3            |
|                            | PBC                        | –             | –             | 245            | 0,1            |
|                            | CM                         | –             | –             | 107            | 0,1            |
|                            | ödp                        | –             | –             | 99             | 0,1            |
|                            | BüSo                       | –             | –             | 59             | 0,0            |
|                            | Schill                     | –             | –             | 1.485          | 0,9            |
| Markus Schilling           | Einzelbewerber             | 984           | 0,6           | –              | –              |

### Bundestagswahl 1998
| Gegenstand der Nachweisung | Gegenstand der Nachweisung | Erst- stimmen | Erst- stimmen | Zweit- stimmen | Zweit- stimmen |
| Bewerber                   | Partei                     | Anzahl        | %             | Anzahl         | %              |
| -------------------------- | -------------------------- | ------------- | ------------- | -------------- | -------------- |
| Wahlberechtigte            | Wahlberechtigte            | 174.916       | 100,0         | 174.916        | 100,0          |
| Wähler                     | Wähler                     | 146.448       | 83,7          | 146.448        | 83,7           |
| Ungültige Stimmen          | Ungültige Stimmen          | 2.381         | 1,6           | 1.993          | 1,4            |
| Gültige Stimmen            | Gültige Stimmen            | 144.067       | 100,0         | 144.455        | 100,0          |
| davon                      |                            |               |               |                |                |
| Jürgen Gehb                | CDU                        | 50.213        | 34,9          | 42.809         | 29,6           |
| Gerhard Rübenkönig         | SPD                        | 69.715        | 48,4          | 66.693         | 46,2           |
| Antje Vollmer              | GRÜNE                      | 14.286        | 9,9           | 15.900         | 11,0           |
| Rainer Manske              | F.D.P.                     | 3.039         | 2,1           | 8.865          | 6,1            |
| Tilman Boller              | PDS                        | 2.016         | 1,4           | 2.917          | 2,0            |
|                            | APPD                       | –             | –             | 106            | 0,1            |
|                            | BüSo                       | –             | –             | 32             | 0,0            |
| Wolf Heimerdinger          | BFB – Die Offensive        | 1.248         | 0,9           | 1.072          | 0,7            |
|                            | Chance 2000                | –             | –             | 220            | 0,2            |
|                            | CM                         | –             | –             | 79             | 0,1            |
|                            | DVU                        | –             | –             | 1.067          | 0,7            |
| Wolfgang Dederichs         | GRAUE                      | 600           | 0,4           | 455            | 0,3            |
| Norbert Reichardt          | REP                        | 2.463         | 1,7           | 2.039          | 1,4            |
|                            | DIE FRAUEN                 | –             | –             | 169            | 0,1            |
|                            | Pro DM                     | –             | –             | 1.008          | 0,7            |
|                            | Die Tierschutzpartei       | –             | –             | 482            | 0,3            |
|                            | NPD                        | –             | –             | 134            | 0,1            |
|                            | NATURGESETZ                | –             | –             | 113            | 0,1            |
|                            | ödp                        | –             | –             | 70             | 0,0            |
|                            | PBC                        | –             | –             | 174            | 0,1            |
|                            | PSG                        | –             | –             | 51             | 0,0            |
| Markus Schilling           | Einzelbewerber             | 381           | 0,3           | –              | –              |
| Joachim Gärtner            | MLPD                       | 106           | 0,1           | –              | –              |

### Bundestagswahl 1994
| Gegenstand der Nachweisung | Gegenstand der Nachweisung | Erst- stimmen | Erst- stimmen | Zweit- stimmen | Zweit- stimmen |
| Bewerber                   | Partei                     | Anzahl        | %             | Anzahl         | %              |
| -------------------------- | -------------------------- | ------------- | ------------- | -------------- | -------------- |
| Wahlberechtigte            | Wahlberechtigte            | 180.162       | 100,0         | 180.162        | 100,0          |
| Wähler                     | Wähler                     | 145.639       | 80,8          | 145.639        | 80,8           |
| Ungültige Stimmen          | Ungültige Stimmen          | 1.845         | 1,3           | 1.698          | 1,2            |
| Gültige Stimmen            | Gültige Stimmen            | 143.794       | 100,0         | 143.941        | 100,0          |
| davon                      |                            |               |               |                |                |
| Anneliese Augustin         | CDU                        | 55.975        | 38,9          | 50.747         | 35,3           |
| Gerhard Rübenkönig         | SPD                        | 59.741        | 41,5          | 60.299         | 41,9           |
| Rainer Manske              | F.D.P.                     | 3.966         | 2,8           | 9.838          | 6,8            |
| Antje Vollmer              | GRÜNE                      | 19.463        | 13,5          | 16.959         | 11,8           |
| Hermann Buchhold           | REP                        | 2.137         | 1,5           | 2.248          | 1,6            |
| Manfred Alter              | PDS                        | 1.284         | 0,9           | 2.271          | 1,6            |
|                            | Solidarität                | –             | –             | 33             | 0,0            |
| Helga Kubiak               | DIE GRAUEN                 | 1.010         | 0,7           | 832            | 0,6            |
|                            | NATURGESETZ                | –             | –             | 283            | 0,2            |
|                            | MLPD                       | –             | –             | 58             | 0,0            |
|                            | ÖDP                        | –             | –             | 150            | 0,1            |
|                            | PBC                        | –             | –             | 223            | 0,2            |
| Yvonne Hößelbarth          | Einzelbewerberin           | 218           | 0,2           | –              | –              |

### Bundestagswahl 1990
| Gegenstand der Nachweisung | Gegenstand der Nachweisung | Erst- stimmen | Erst- stimmen | Zweit- stimmen | Zweit- stimmen |
| Bewerber                   | Partei                     | Anzahl        | %             | Anzahl         | %              |
| -------------------------- | -------------------------- | ------------- | ------------- | -------------- | -------------- |
| Wahlberechtigte            | Wahlberechtigte            | 181.608       | 100,0         | 181.608        | 100,0          |
| Wähler                     | Wähler                     | 144.481       | 79,6          | 144.481        | 79,6           |
| Ungültige Stimmen          | Ungültige Stimmen          | 2.329         | 1,6           | 1.636          | 1,1            |
| Gültige Stimmen            | Gültige Stimmen            | 142.152       | 100,0         | 142.845        | 100,0          |
| davon                      |                            |               |               |                |                |
| Anneliese Augustin         | CDU                        | 52.810        | 37,2          | 47.364         | 33,2           |
| Horst Peter                | SPD                        | 66.655        | 46,9          | 62.401         | 43,7           |
| Uwe Josuttis               | GRÜNE                      | 10.556        | 7,4           | 10.387         | 7,3            |
| Gerd Rietzel               | F.D.P.                     | 10.149        | 7,1           | 17.026         | 11,9           |
|                            | DIE GRAUEN                 | –             | –             | 1.319          | 0,9            |
|                            | REP                        | –             | –             | 2.469          | 1,7            |
| Ingeborg Palm              | NPD                        | 1.354         | 1,0           | 562            | 0,4            |
| Matthias Helmut Meyer      | ÖDP                        | 628           | 0,4           | 403            | 0,3            |
|                            | PDS                        | –             | –             | 914            | 0,6            |

### Bundestagswahl 1987
| Gegenstand der Nachweisung | Gegenstand der Nachweisung | Erst- stimmen | Erst- stimmen | Zweit- stimmen | Zweit- stimmen |
| Bewerber                   | Partei                     | Anzahl        | %             | Anzahl         | %              |
| -------------------------- | -------------------------- | ------------- | ------------- | -------------- | -------------- |
| Wahlberechtigte            | Wahlberechtigte            | 179.017       | 100,0         | 179.017        | 100,0          |
| Wähler                     | Wähler                     | 152.132       | 85,0          | 152.132        | 85,0           |
| Ungültige Stimmen          | Ungültige Stimmen          | 2.298         | 1,5           | 1.655          | 1,1            |
| Gültige Stimmen            | Gültige Stimmen            | 149.834       | 100,0         | 150.477        | 100,0          |
| davon                      |                            |               |               |                |                |
| Anneliese Augustin         | CDU                        | 55.925        | 37,3          | 50.637         | 33,7           |
| Horst Peter                | SPD                        | 71.453        | 47,7          | 67.209         | 44,7           |
| Gerd Rietzel               | F.D.P.                     | 6.828         | 4,6           | 13.440         | 8,9            |
| Diete Beig                 | GRÜNE                      | 13.493        | 9,0           | 17.578         | 11,7           |
|                            | FRAUEN                     | –             | –             | 388            | 0,3            |
|                            | MLPD                       | –             | –             | 69             | 0,0            |
| Ingeborg Palm              | NPD                        | 848           | 0,6           | 772            | 0,5            |
|                            | ÖDP                        | –             | –             | 280            | 0,2            |
| Angelika Steinschulte      | Patrioten                  | 131           | 0,1           | 104            | 0,1            |
| Ulrike Jakob-Stumpf        | FRIEDEN                    | 1.156         | 0,8           | –              | –              |

### Bundestagswahl 1983
| Gegenstand der Nachweisung | Gegenstand der Nachweisung | Erst- stimmen | Erst- stimmen | Zweit- stimmen | Zweit- stimmen |
| Bewerber                   | Partei                     | Anzahl        | %             | Anzahl         | %              |
| -------------------------- | -------------------------- | ------------- | ------------- | -------------- | -------------- |
| Wahlberechtigte            | Wahlberechtigte            | 176.859       | 100,0         | 176.859        | 100,0          |
| Wähler                     | Wähler                     | 159.747       | 90,3          | 159.747        | 90,3           |
| Ungültige Stimmen          | Ungültige Stimmen          | 1.456         | 0,9           | 1.266          | 0,8            |
| Gültige Stimmen            | Gültige Stimmen            | 158.291       | 100,0         | 158.481        | 100,0          |
| davon                      |                            |               |               |                |                |
| Horst Peter                | SPD                        | 81.401        | 51,4          | 76.957         | 48,6           |
| Lothar Haase               | CDU                        | 64.055        | 40,5          | 58.395         | 36,8           |
| Richard Wurbs              | F.D.P.                     | 4.984         | 3,1           | 11.512         | 7,3            |
| Otto Pschera               | DKP                        | 517           | 0,3           | 434            | 0,3            |
| Ulrich Restat              | GRÜNE                      | 7.200         | 4,5           | 10.864         | 6,9            |
| Ralf Schauerhammer         | EAP                        | 134           | 0,1           | 92             | 0,1            |
|                            | NPD                        | –             | –             | 227            | 0,1            |

### Bundestagswahl 1980
| Gegenstand der Nachweisung | Gegenstand der Nachweisung | Erst- stimmen | Erst- stimmen | Zweit- stimmen | Zweit- stimmen |
| Bewerber                   | Partei                     | Anzahl        | %             | Anzahl         | %              |
| -------------------------- | -------------------------- | ------------- | ------------- | -------------- | -------------- |
| Wahlberechtigte            | Wahlberechtigte            | 176.785       | 100,0         | 176.785        | 100,0          |
| Wähler                     | Wähler                     | 158.249       | 89,5          | 158.249        | 89,5           |
| Ungültige Stimmen          | Ungültige Stimmen          | 1.601         | 1,0           | 1.280          | 0,8            |
| Gültige Stimmen            | Gültige Stimmen            | 156.648       | 100,0         | 156.969        | 100,0          |
| davon                      |                            |               |               |                |                |
| Horst Peter                | SPD                        | 83.440        | 53,3          | 82.527         | 52,6           |
| Lothar Haase               | CDU                        | 53.110        | 33,9          | 51.568         | 32,9           |
| Richard Wurbs              | F.D.P.                     | 15.461        | 9,9           | 18.286         | 11,6           |
| Otto Pschera               | DKP                        | 600           | 0,4           | 531            | 0,3            |
| Reinhold Weist             | GRÜNE                      | 3.907         | 2,5           | 3.774          | 2,4            |
|                            | EAP                        | –             | –             | 25             | 0,0            |
| Heinz-Dieter Meyer         | KBW                        | 76            | 0,0           | 68             | 0,0            |
|                            | NPD                        | –             | –             | 159            | 0,1            |
| Lennart König              | V                          | 54            | 0,0           | 31             | 0,0            |

### Bundestagswahl 1976
| Gegenstand der Nachweisung | Gegenstand der Nachweisung | Erst- stimmen | Erst- stimmen | Zweit- stimmen | Zweit- stimmen |
| Bewerber                   | Partei                     | Anzahl        | %             | Anzahl         | %              |
| -------------------------- | -------------------------- | ------------- | ------------- | -------------- | -------------- |
| Wahlberechtigte            | Wahlberechtigte            | 179.890       | 100,0         | 179.890        | 100,0          |
| Wähler                     | Wähler                     | 164.246       | 91,3          | 164.246        | 91,3           |
| Ungültige Stimmen          | Ungültige Stimmen          | 1.204         | 0,7           | 1.074          | 0,7            |
| Gültige Stimmen            | Gültige Stimmen            | 163.042       | 100,0         | 163.172        | 100,0          |
| davon                      |                            |               |               |                |                |
| Holger Börner              | SPD                        | 87.508        | 53,7          | 86.252         | 52,9           |
| Lothar Haase               | CDU                        | 60.043        | 36,8          | 59.956         | 36,7           |
| Richard Wurbs              | F.D.P.                     | 13.407        | 8,2           | 15.035         | 9,2            |
|                            | AUD                        | –             | –             | 336            | 0,2            |
|                            | AVP                        | –             | –             | 18             | 0,0            |
| Nikolaus Damm              | DKP                        | 1.287         | 0,8           | 885            | 0,5            |
|                            | EAP                        | –             | –             | 16             | 0,0            |
|                            | KPD                        | –             | –             | 105            | 0,1            |
| Wilfried Geike             | KBW                        | 331           | 0,2           | 174            | 0,1            |
| Hans Hartmann              | NPD                        | 466           | 0,3           | 395            | 0,2            |

### Bundestagswahl 1972
| Gegenstand der Nachweisung | Gegenstand der Nachweisung | Erst- stimmen | Erst- stimmen | Zweit- stimmen | Zweit- stimmen |
| Bewerber                   | Partei                     | Anzahl        | %             | Anzahl         | %              |
| -------------------------- | -------------------------- | ------------- | ------------- | -------------- | -------------- |
| Wahlberechtigte            | Wahlberechtigte            | 185.517       | 100,0         | 185.517        | 100,0          |
| Wähler                     | Wähler                     | 169.217       | 91,2          | 169.217        | 91,2           |
| Ungültige Stimmen          | Ungültige Stimmen          | 1.312         | 0,8           | 1.093          | 0,6            |
| Gültige Stimmen            | Gültige Stimmen            | 167.905       | 100,0         | 168.124        | 100,0          |
| davon                      |                            |               |               |                |                |
| Holger Börner              | SPD                        | 100.903       | 60,1          | 93.249         | 55,5           |
| Lothar Haase               | CDU                        | 55.045        | 32,8          | 54.926         | 32,7           |
| Richard Wurbs              | F.D.P.                     | 10.883        | 6,5           | 18.495         | 11,0           |
| Nikolaus Damm              | DKP                        | 1.074         | 0,6           | 746            | 0,4            |
|                            | EFP                        | –             | –             | 153            | 0,1            |
|                            | NPD                        | –             | –             | 555            | 0,3            |

### Bundestagswahl 1969
| Gegenstand der Nachweisung | Gegenstand der Nachweisung | Erst- stimmen | Erst- stimmen | Zweit- stimmen | Zweit- stimmen |
| Bewerber                   | Partei                     | Anzahl        | %             | Anzahl         | %              |
| -------------------------- | -------------------------- | ------------- | ------------- | -------------- | -------------- |
| Wahlberechtigte            | Wahlberechtigte            | 176.154       | 100,0         | 176.154        | 100,0          |
| Wähler                     | Wähler                     | 155.239       | 88,1          | 155.239        | 88,1           |
| Ungültige Stimmen          | Ungültige Stimmen          | 2.241         | 1,4           | 2.686          | 1,7            |
| Gültige Stimmen            | Gültige Stimmen            | 152.998       | 100,0         | 152.553        | 100,0          |
| davon                      |                            |               |               |                |                |
| Holger Börner              | SPD                        | 87.097        | 56,9          | 84.052         | 55,1           |
| Lothar Haase               | CDU                        | 48.429        | 31,7          | 48.753         | 32,0           |
| Richard Wurbs              | FDP                        | 10.029        | 6,6           | 11.187         | 7,3            |
| Willi Belz                 | ADF                        | 1.757         | 1,1           | 1.636          | 1,1            |
|                            | EP                         | –             | –             | 301            | 0,2            |
|                            | GPD                        | –             | –             | 247            | 0,2            |
| Klaus Müller-Brandt        | NPD                        | 5.686         | 3,7           | 6.377          | 4,2            |

### Bundestagswahl 1965
| Gegenstand der Nachweisung | Gegenstand der Nachweisung | Erst- stimmen | Erst- stimmen | Zweit- stimmen | Zweit- stimmen |
| Bewerber                   | Partei                     | Anzahl        | %             | Anzahl         | %              |
| -------------------------- | -------------------------- | ------------- | ------------- | -------------- | -------------- |
| Wahlberechtigte            | Wahlberechtigte            | 175.975       | 100,0         | 175.975        | 100,0          |
| Wähler                     | Wähler                     | 155.552       | 88,4          | 155.552        | 88,4           |
| Ungültige Stimmen          | Ungültige Stimmen          | 2.687         | 1,7           | 4.354          | 2,8            |
| Gültige Stimmen            | Gültige Stimmen            | 152.865       | 100,0         | 151.198        | 100,0          |
| davon                      |                            |               |               |                |                |
| Holger Börner              | SPD                        | 79.616        | 52,1          | 77.224         | 51,1           |
| Lothar Haase               | CDU                        | 50.050        | 32,7          | 48.207         | 31,9           |
| Richard Wurbs              | FDP                        | 16.413        | 10,7          | 18.513         | 12,2           |
|                            | AUD                        | –             | –             | 174            | 0,1            |
| Willi Belz                 | DFU                        | 3.341         | 2,2           | 3.517          | 2,3            |
| Werner Fischer             | NPD                        | 3.445         | 2,3           | 3.563          | 2,4            |

### Bundestagswahl 1961
| Gegenstand der Nachweisung | Gegenstand der Nachweisung | Erst- stimmen | Erst- stimmen | Zweit- stimmen | Zweit- stimmen |
| Bewerber                   | Partei                     | Anzahl        | %             | Anzahl         | %              |
| -------------------------- | -------------------------- | ------------- | ------------- | -------------- | -------------- |
| Wahlberechtigte            | Wahlberechtigte            | 206.397       | 100,0         | 206.397        | 100,0          |
| Wähler                     | Wähler                     | 189.983       | 92,0          | 189.983        | 92,0           |
| Ungültige Stimmen          | Ungültige Stimmen          | 4.704         | 2,5           | 9.729          | 5,1            |
| Gültige Stimmen            | Gültige Stimmen            | 185.279       | 100,0         | 180.254        | 100,0          |
| davon                      |                            |               |               |                |                |
| Lothar Haase               | CDU                        | 53.727        | 29,0          | 51.107         | 28,4           |
| Holger Börner              | SPD                        | 95.641        | 51,6          | 92.806         | 51,5           |
| Karl Kaltwasser            | FDP                        | 27.555        | 14,9          | 27.443         | 15,2           |
| Lottka Bauer               | GDP (DP-BHE)               | 3.115         | 1,7           | 3.205          | 1,8            |
| Karl Eckerlin              | DFU                        | 5.088         | 2,7           | 5.190          | 2,9            |
|                            | DRP                        | –             | –             | 503            | 0,3            |
| Alois Gebauer              | Einzelbewerber             | 153           | 0,1           | –              | –              |

### Bundestagswahl 1957
| Gegenstand der Nachweisung | Gegenstand der Nachweisung | Erst- stimmen | Erst- stimmen | Zweit- stimmen | Zweit- stimmen |
| Bewerber                   | Partei                     | Anzahl        | %             | Anzahl         | %              |
| -------------------------- | -------------------------- | ------------- | ------------- | -------------- | -------------- |
| Wahlberechtigte            | Wahlberechtigte            | 190.518       | 100,0         | 190.518        | 100,0          |
| Wähler                     | Wähler                     | 175.928       | 92,3          | 175.928        | 92,3           |
| Ungültige Stimmen          | Ungültige Stimmen          | 5.229         | 3,0           | 8.880          | 5,0            |
| Gültige Stimmen            | Gültige Stimmen            | 170.699       | 100,0         | 167.048        | 100,0          |
| davon                      |                            |               |               |                |                |
| Holger Börner              | SPD                        | 84.006        | 49,2          | 81.734         | 48,9           |
| Lothar Haase               | CDU                        | 52.050        | 30,5          | 52.022         | 31,1           |
| Ludwig Schneider           | FDP                        | 14.308        | 8,4           | 13.435         | 8,0            |
| Otto Leja                  | GB/BHE                     | 3.525         | 2,1           | 3.776          | 2,3            |
| August-Martin Euler        | DP                         | 15.154        | 8,9           | 14.341         | 8,6            |
|                            | BdD                        | –             | –             | 212            | 0,1            |
| Fritz Herbst               | DRP                        | 1.487         | 0,9           | 1.528          | 0,9            |
| Albert Samson              | DG                         | 169           | 0,1           | –              | –              |

### Bundestagswahl 1953
| Gegenstand der Nachweisung | Gegenstand der Nachweisung | Erst- stimmen | Erst- stimmen | Zweit- stimmen | Zweit- stimmen |
| Bewerber                   | Partei                     | Anzahl        | %             | Anzahl         | %              |
| -------------------------- | -------------------------- | ------------- | ------------- | -------------- | -------------- |
| Wahlberechtigte            | Wahlberechtigte            | 174.268       | 100,0         | 174.268        | 100,0          |
| Wähler                     | Wähler                     | 158.388       | 90,9          | 158.388        | 90,9           |
| Ungültige Stimmen          | Ungültige Stimmen          | 4.777         | 3,0           | 6.538          | 4,1            |
| Gültige Stimmen            | Gültige Stimmen            | 153.611       | 100,0         | 151.850        | 100,0          |
| davon                      |                            |               |               |                |                |
| Eduard Platner             | CDU                        | 28.455        | 18,5          | 38.800         | 25,6           |
| Ludwig Preller             | SPD                        | 67.210        | 43,8          | 65.541         | 43,2           |
| Heinrich Kohl              | FDP                        | 46.603        | 30,3          | 34.039         | 22,4           |
| Richard Wuttig             | GB/BHE                     | 3.649         | 2,4           | 3.944          | 2,6            |
| Karl-Heinz Gerstemeier     | DP                         | 1.906         | 1,2           | 3.382          | 2,2            |
| Heinrich Aschenbrandt      | KPD                        | 4.719         | 3,1           | 4.828          | 3,2            |
| Otto-August Jacobsen       | GVP                        | 1.069         | 0,7           | 1.316          | 0,9            |

### Nachwahl 1951
Infolge des Verzichts des Bundestagsabgeordneten Georg-August Zinn auf seinen Sitz war auf Grund des § 15 des Wahlgesetzes zum 1. Bundestag und zur 1. Bundesversammlung der Bundesrepublik Deutschland eine Nachwahl im damaligen Bundestagswahlkreis II (Kassel-Stadt und Kassel-Land) nötig geworden. Diese fand dann auf Anordnung des hessischen Landeswahlleiters am 11. März 1951 statt.
|                     | Partei            | Anzahl  | %     |
| ------------------- | ----------------- | ------- | ----- |
| Wahlberechtigte     | Wahlberechtigte   | 169.058 | 100,0 |
| Wähler              | Wähler            | 119.086 | 70,4  |
| Ungültige Stimmen   | Ungültige Stimmen | 4.749   | 4,0   |
| Gültige Stimmen     | Gültige Stimmen   | 114.337 | 100,0 |
| davon               |                   |         |       |
| Ludwig Preller      | SPD               | 63.050  | 55,1  |
| Siegfried Preuß     | FDP               | 46.047  | 40,3  |
| Heinrich Rademacher | KPD               | 5.240   | 4,6   |

### Bundestagswahl 1949
|                        | Partei            | Anzahl  | %     |
| ---------------------- | ----------------- | ------- | ----- |
| Wahlberechtigte        | Wahlberechtigte   | 156.506 | 100,0 |
| Wähler                 | Wähler            | 128.698 | 82,2  |
| Ungültige Stimmen      | Ungültige Stimmen | 6.594   | 5,1   |
| Gültige Stimmen        | Gültige Stimmen   | 122.104 | 100,0 |
| davon                  |                   |         |       |
| Georg-August Zinn      | SPD               | 51.624  | 42,3  |
| Hans-Alfred Rosenstock | CDU               | 13.886  | 11,4  |
| Fritz Catta            | FDP               | 45.379  | 37,2  |
| Heinrich Rademacher    | KPD               | 11.215  | 9,2   |